# Jacques Vaillant (Sänger)

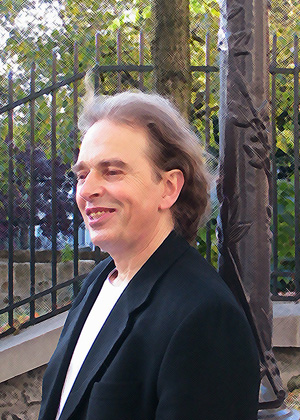
Jacques Vaillant

Jacques Vaillant (* 8. Juni 1952 in Straßburg) ist ein französischer Sänger.

## Leben
Im Alter von sechs Jahren erblindete Jacques Vaillant nach einem Unfall. Im Schulchor sang er Sopran.
1968 machte er bei einem Wettbewerb in dem Französischen Radiosender (Europe 1), „Les numéro 1 de demain“ (Die Nummer 1 von Morgen) mit, der in Straßburg Station macht. Hier sang er einen Titel von seinem damaligen Idol Johnny Hallyday, konnte aber nicht gewinnen, da er noch nicht 16 war. 1970, im Alter von 18 Jahren, trampte Jacques Vaillant durch Frankreich. Er verdiente sein Geld durch kleine Jobs als Verkäufer, hielt sich in Montpellier, später in Marseille auf und trat als Sänger auf, wann immer er Gelegenheit dazu bekam. Ein Jahr danach ging Jacques Vaillant nach Paris.
1975 sang er für die Fahrgäste unten in der Pariser Metro, Station Trocadéro, République und Montparnasse. 
1980 nahm er seine zweite Single Pourquoi piétiner les fleurs auf, aber die erste, die von ihm stammte. Das war der Schritt zum Erfolg: zehntausend Schallplatten verkaufte er in wenigen Monaten. In den 1980er Jahren war das Lied Slow pour Alvina sogar während mehreren Tagen in Belgien, der Schweiz, den Benelux Ländern und in den Französischen Überseegebieten an der Spitze der Charts. Der große Erfolg blieb aber aus und Vaillant ging wieder hinunter in die Metro. Hier schrieb er sein Album Correspondances. Es wurde 1983 produziert.

## Diskografie
- 1980 Single Pourquoi piétiner les fleurs
- 1981 Single Slow pour Alvina
- 1982 Single Le chanteur des rues
- 1983 Album Correspondances
- 1986 Album Plein Soleil
- 2007 Album Paris Nostalgie